# Мармазов Василь Євгенович
Василь Євгенович Мармазов (20 січня 1962, Донецьк) — український державний і політичний діяч, дипломат. Надзвичайний і Повноважний Посол України (2013). Заслужений юрист України (2007). Професор Київського університету права НАН України. Арбітр МКАС при ТПП України.

## Життєпис
Народився 20 січня 1962 року у місті Донецьк. У 1984 році закінчив Київський державний університет ім. Т. Г. Шевченка. У 1984—1986 рр. навчався в аспірантурі Київського державного університету ім. Т. Г. Шевченка. Стажувався в Лондонській школі економіки, Кембриджському, Стенфордському, Токійському університетах, Міжнародному інституті прав людини (Страсбург).
У 1984—1986 — стажист-викладач юридичного факультету Київського державного університету ім. Т. Г. Шевченка.
У 1986—1996 — асистент кафедри теорії та історії держави і права юридичного факультету Київського державного університету ім. Т. Г. Шевченка.
У 1993—2003 — працював адвокатом юридичного бюро ЮРІС.
У 1996—2000 — доцент кафедри теорії та історії держави і права юридичного факультету Київського державного університету ім. Т. Г. Шевченка.
З 2000—2003 — докторант Київського державного університету ім. Т. Г. Шевченка.
З 12.07.2003 по 13.10.2005 — заступник Міністра юстиції України.
З 13.12.2006 по 17.04.2008 — заступник Міністра внутрішніх справ України у зв'язках з Верховною Радою України та іншими органами державної влади. Кандидат на посаду судді Європейського суду з прав людини (2007).
З 23.07.2008 по 02.06.2010 — заступник Міністра внутрішніх справ України. Член Європейського Комітету з міграції.
З 02.06.2010 по 18.07.2011 — заступник Міністра економіки України, заступник Голови Комісії з міжнародної торгівлі.
З 01.09.2011 по 23.01.2017 — Надзвичайний і Повноважний Посол України в Республіці Корея.
З 2018 — професор Київського університету права НАН України.

## Автор праць
Співавтор ряду монографій:
- «Україна в політико-правовому просторі Ради Європи» (1999)
- «Рада Європи: політико-правовий механізм інтеграції» (2000)
- «Захист прав та майнових інтересів у Європейському Суді з прав людини» (2001)
- «Методи динамічного тлумачення Конвенції про захист прав людини та основних свобод в юриспруденції Європейського Суді з прав людини» (2002)
- «Європейський Суд з прав людини. Базові матеріали. Застосування практики» (2003)
- «Assistanse to Ukraine-EU Integration Project Expert Task Force Report» (2006).

## Звинувачення у плагіаті
На думку Сергія Головатого докторська дисертація Василя Мармазова була майже дослівним перекладом з французької докторської дисертації Ліу Веї.